# Condado de Bath (Virgínia)
O Condado de Bath é um dos 95 condados do estado americano de Virgínia. A sede do condado é Warm Springs, e sua maior cidade é Warm Springs. O condado possui uma área de 1 384 km² (dos quais 7 km² estão cobertos por água), uma população de 5 048 habitantes, e uma densidade populacional de 4 hab/km² (segundo o censo nacional de 2000). O condado foi fundado em 1790.